# Roy Bester
Roy Petrus Corneliu Edward Bester (ur. 28 maja 1928 w Rustenburgu, zm. 25 sierpnia 1992) – południowoafrykański żużlowiec.

## Życiorys
Złoty medalista młodzieżowych indywidualnych mistrzostw RPA (1952). Trzykrotny medalista indywidualnych mistrzostw RPA: złoty (1955) oraz dwukrotnie srebrny (1952, 1953). Brązowy medalista otwartych indywidualnych mistrzostw Rodezji (1955). Dwukrotny złoty medalista drużynowych mistrzostw RPA (1953, 1957).
Startował w lidze brytyjskiej, w barwach klubów z Edynburga (1953) i Leicester (1954).